# Dynamic Front

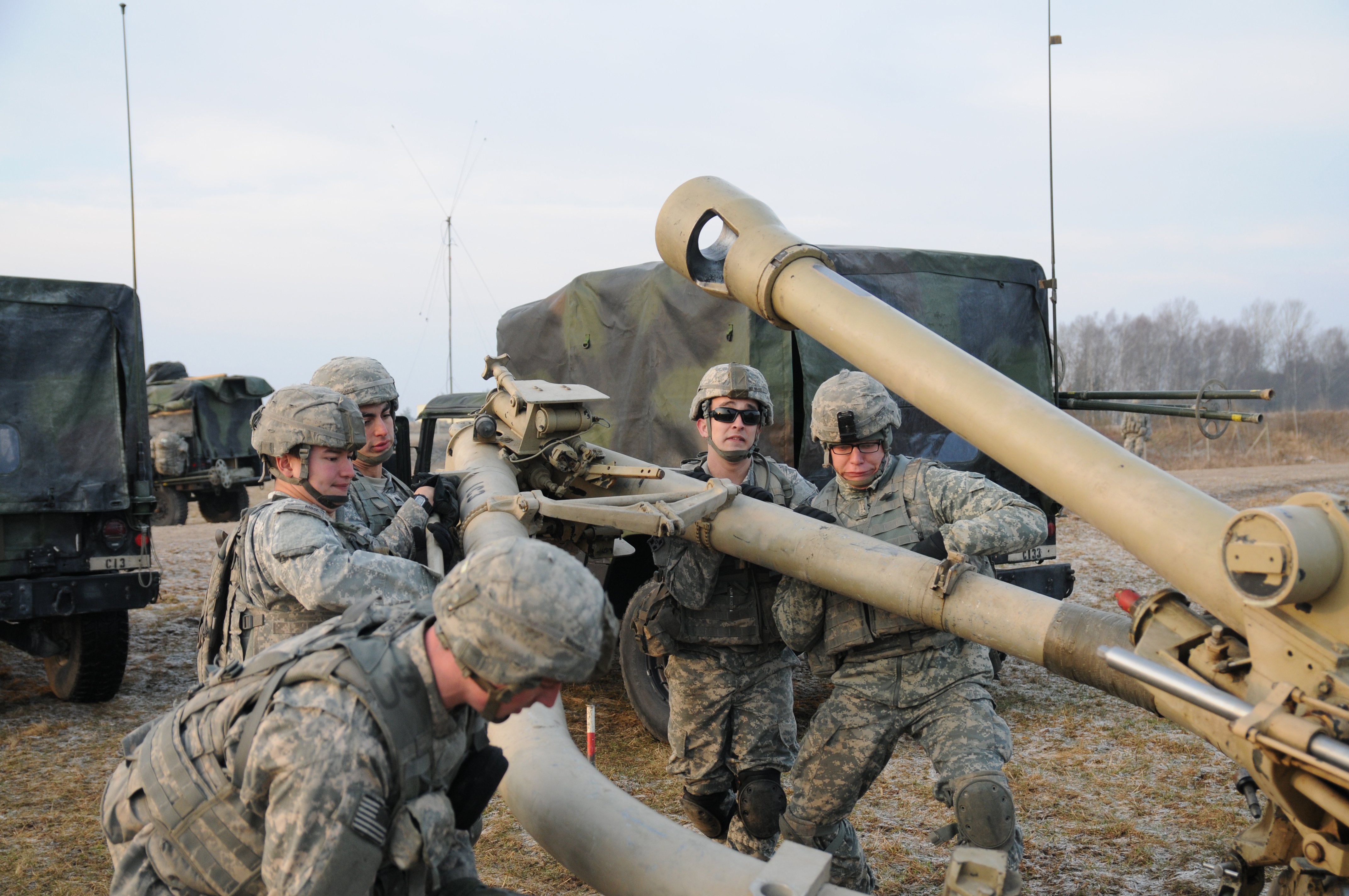

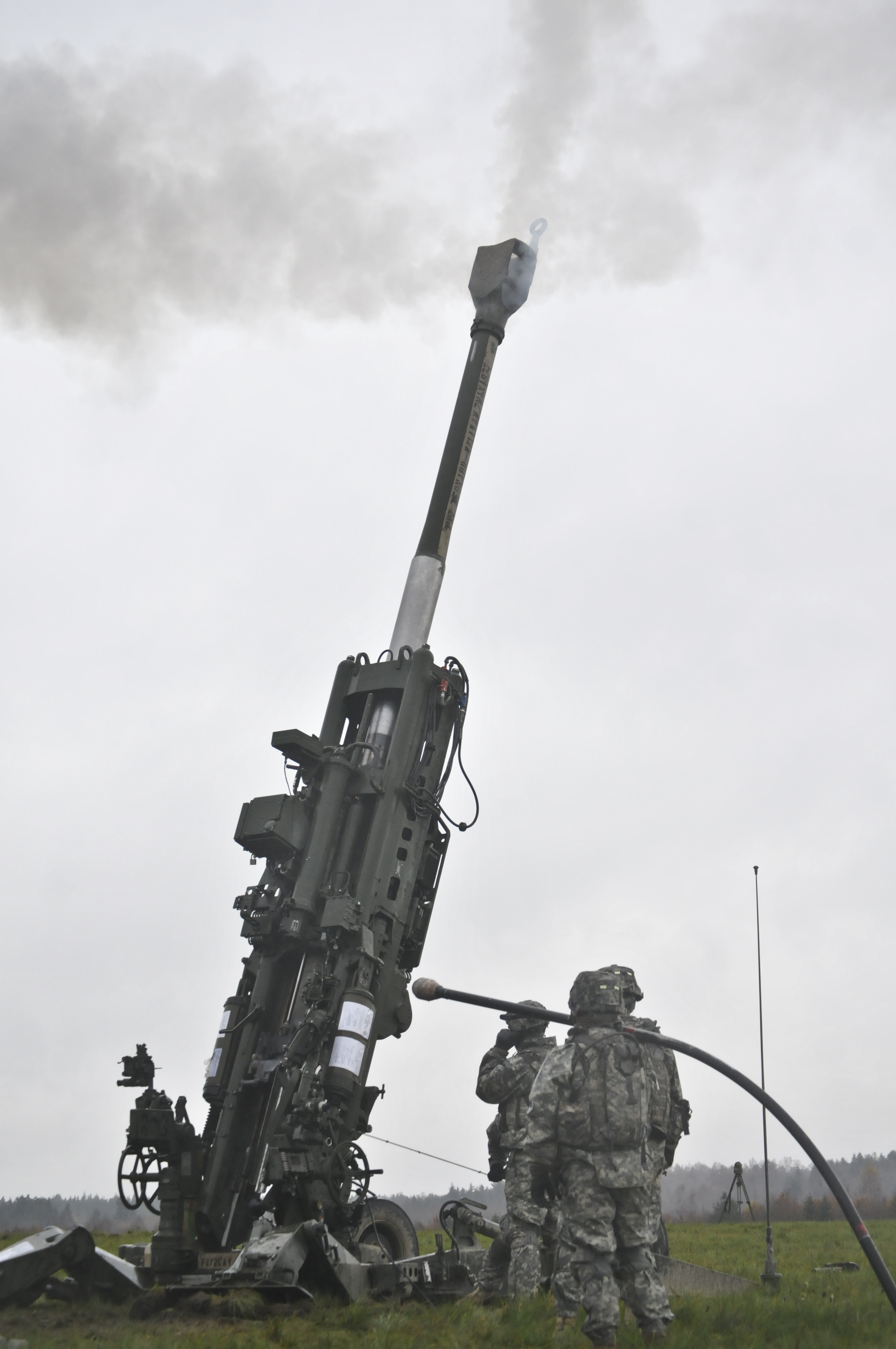

Dynamic Front — серія регулярних, багатонаціональних навчань НАТО та країн-партнерів з відпрацювання взаємосумісності артилерійських підрозділів, проведення випробувань нових версій інтерфейсу ASCA та інших технічних рішень і відповідних операційних сценаріїв бойового застосування.
Навчання Dynamic Front проходять щорічно у лютому-березні у Німеччині, на полігоні Графенвьор (Grafenwőhr).

## Dynamic Front 2018
У артилерійських навчаннях Dynamic Front 2018 року, які проводилися у період з 28 лютого по 10 березня 2018 р., безпосередню участь брали 3500 чол. персоналу з 10 країн НАТО, ще з 16 країн були представники-спостерігачі та штабні офіцери. Для порівняння, в 2017 році на аналогічних навчаннях було задіяно лише 1400 чоловік особового складу. Так само зросли і масштаби залученого на навчання озброєння: 94 гаубиці (32 — у 2017 р.), 7 РСЗО з 5 країн, 16 радарів з 4 країн (4 РЛС — у минулому році). Під час навчань відпрацьовувалась ефективність застосування інтерфейсу ASCA, питання електромагнітної сумісності. Було виконано 347 вогневих місій, під час яких здійснено 3887 пострілів (у 2017 р. відповідні показники становили 78 та 664).

## Dynamic Front 2019
Навчання Dynamic Front 19 відбулися 2 — 9 березня 2019 р. При цьому, крім традиційного полігону в районі Графеньора, були задіяні полігони поблизу міст Рига (полігон в Адажі, Латвія) і Торунь (Польща).
В навчаннях брали участь близько 3200 учасників з 27 країн, включаючи представників з Азербайджану, Болгарії, Канади, Чехії, Данії, Естонії, Франції, Грузії, Німеччини, Греції, Угорщини, Італії, Латвії, Литви, Північної Македонії, Чорногорії, Нідерландів, Норвегії, Польщі, Румунії, Словаччини, Словенії, Іспанії, Туреччини, України, Великої Британії і США, та були задіяні близько 100 артилерійських систем країн-учасниць.